# Scutozetes lanceolatus
Scutozetes lanceolatus är en kvalsterart som beskrevs av Hammer 1952. Enligt Catalogue of Life ingår Scutozetes lanceolatus i släktet Scutozetes och familjen Tegoribatidae, men enligt Dyntaxa är tillhörigheten istället släktet Scutozetes och familjen Oribatellidae. Arten är reproducerande i Sverige. Inga underarter finns listade i Catalogue of Life.